# Frank Troosters
Frank Troosters, né le 8 novembre 1970 à Hasselt, est un homme politique belge, membre du Vlaams Belang (VB).

## Biographie
Frank Troosters nait le 8 novembre 1970 à Hasselt.
Aux élections législatives fédérales de 2019, Frank Troosters est élu à la Chambre des Représentants.